# 캘빈 쿨리지 행정부
캘빈 쿨리지의 제30대 미국 대통령 임기는 1923년 8월 2일 워런 G. 하딩의 사망으로 쿨리지가 대통령이 되면서 시작되어 1929년 3월 4일에 종료되었다. 매사추세츠주 출신의 공화당원인 쿨리지는 1921년 3월 4일부터 1923년 8월 2일까지 부통령으로 재직하다가 하딩의 갑작스러운 사망으로 대통령직을 승계했다. 1924년에 4년 임기로 당선된 쿨리지는 작은 정부를 지향하는 보수주의자라는 명성을 얻었다. 쿨리지는 1928년 대통령 선거 후 전 상무장관 허버트 후버에게 대통령직을 넘겼다.
쿨리지는 여러 하딩 행정부 스캔들의 여파를 능숙하게 처리했으며, 1924년 말까지 스캔들에 연루된 대부분의 공무원들을 해임했다. 그는 강력한 경제를 이끌었고 연방 정부의 규제 역할을 축소하려고 노력했다. 재무장관 앤드루 멜런과 함께 쿨리지는 세 번의 주요 세금 감면 법안을 통과시켰다. 1922년 포드니-맥컴버 관세에 의해 위임된 권한을 사용하여, 쿨리지는 미국 제조업 이윤과 높은 임금을 보호하기 위해 관세율을 높게 유지했다. 그는 5가지 작물에 대해 농부들에게 지급되는 가격을 인상하여 연방 정부가 지속적인 농업 위기에 개입하게 했을 맥너리-하우겐 농업 구제법의 통과를 막았다. 강력한 경제와 절제된 정부 지출은 꾸준한 정부 흑자를 가져왔고, 쿨리지 재임 기간 동안 총 연방 부채는 4분의 1로 줄어들었다. 쿨리지는 또한 미국으로의 이민을 크게 제한하는 1924년 이민법에 서명했다. 외교 정책에서 쿨리지는 계속해서 미국이 국제연맹에 가입하거나 주요 활동에 참여하지 않도록 했다. 그러나 그는 군축 협정을 지지했고, 대부분의 전쟁을 불법화하기 위한 1928년 켈로그-브리앙 조약을 후원했다.
쿨리지는 재임 기간 동안 크게 존경받았으며, 또 다른 임기를 추구하지 않겠다고 밝혀 많은 사람들을 놀라게 했다. 그가 퇴임한 직후 국가가 대공황에 빠지면서 쿨리지에 대한 여론은 나빠졌다. 많은 사람들은 국가의 경제 붕괴를 쿨리지의 정책 결정과 연결시켰는데, 이는 과도한 투기를 억제하지 못하여 많은 사람들이 경제적 파멸에 취약하게 만들었다. 로널드 레이건 행정부 기간 동안 그의 명성이 되살아났음에도 불구하고, 쿨리지 대통령직에 대한 현대적 평가는 엇갈린다. 그는 작은 정부와 자유방임주의를 지지하는 사람들 사이에서 칭송받지만, 적극적인 중앙 정부를 지지하는 사람들은 그를 덜 호의적으로 본다.

## 취임

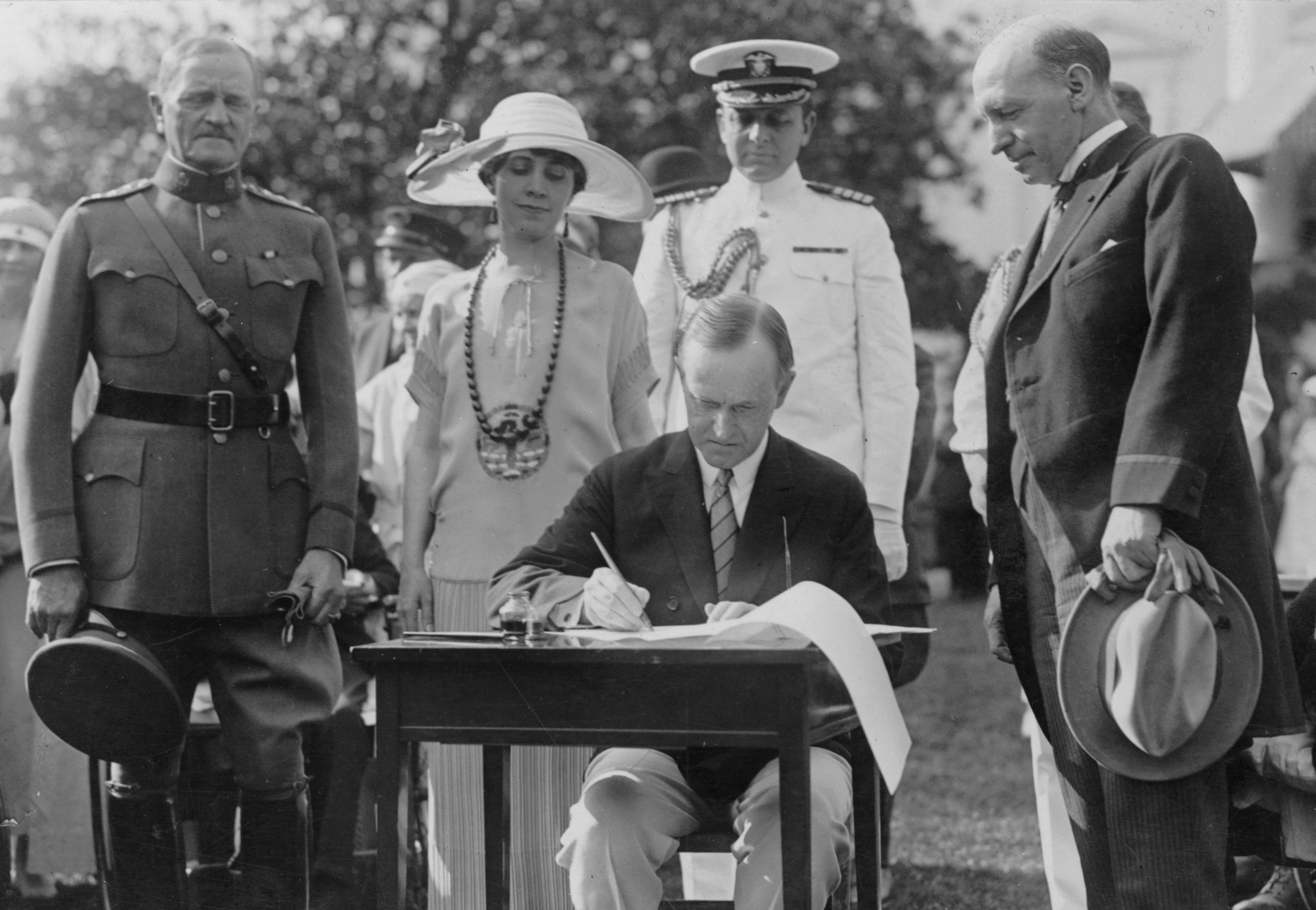
쿨리지가 여러 법안에 서명하고 존 J. 퍼싱 장군이 지켜보고 있다.

1919년부터 1921년까지 매사추세츠주 주지사를 지낸 쿨리지는 1920년 공화당 전당대회에서 워런 G. 하딩 대통령 후보와 함께 부통령 후보로 지명되었다. 공화당 후보가 1920년 대통령 선거에서 승리한 후 쿨리지는 미국의 부통령이 되었다. 1923년 8월 2일, 하딩 대통령은 미국 서부 순회 연설 중 예기치 않게 사망했다. 쿨리지 부통령은 버몬트주에 있는 자택을 방문하던 중 하딩의 사망 소식을 전하는 전령을 받았다. 쿨리지의 아버지인 공증인은 1923년 8월 3일 오전 2시 47분에 가족 거실에서 취임 선서를 집행했다. 다음 날 쿨리지는 워싱턴 D.C.로 가서 컬럼비아 특별구 대법원의 아돌프 A. 회링 주니어 판사에게 다시 선서를 했다. 쿨리지는 1923년 12월 6일 의회가 다시 소집되었을 때 연설하며, 하딩의 공식 예산 편성 과정과 이민 제한 강화 등 하딩의 많은 정책에 대한 지지를 표명했다.

## 행정부
하딩 내각 임명자 중 일부는 스캔들로 얼룩졌지만, 쿨리지는 사망한 선출된 대통령의 후임자로서 다음 선거까지 전임자의 참모와 정책을 유지할 의무가 있다는 확고한 신념으로 처음에는 그들 모두를 유지했다. 그는 하딩의 유능한 연설문 작성가 저드슨 T. 웰리버를 그대로 두었고, 웰리버는 1925년 11월 스튜어트 크로퍼드로 교체되었다. 쿨리지는 버지니아주 출신 의원이자 경험 많은 연방 정치인인 C. 배스컴 슬렘프를 대통령 비서실장 (현대 백악관 비서실장에 해당하는 직위)으로 임명하여, 부통령 시절 참모였던 매사추세츠 공화당 조직가 에드워드 T. 클라크와 함께 일하도록 했다.
아마도 쿨리지 내각에서 가장 강력한 인물은 재무장관 앤드루 멜런이었다. 그는 행정부의 재정 정책을 통제했으며, 하원 소수당 원내대표 존 낸스 가너를 포함한 많은 사람들에게 쿨리지 자신보다 더 강력한 인물로 여겨졌다. 상무장관 허버트 후버 또한 쿨리지 내각에서 중요한 위치를 차지했는데, 이는 쿨리지가 후버가 친기업적 제안으로 긍정적인 홍보를 얻는 능력을 높이 평가했기 때문이다. 찰스 에번스 휴스 국무장관은 쿨리지의 외교 정책을 지휘하다가 1925년 쿨리지의 재선 후 사임했다. 그는 이전에 상원의원이자 영국 대사를 지낸 프랭크 빌링스 켈로그로 교체되었다. 쿨리지는 재선 후 두 명의 다른 인사를 임명했는데, 윌리엄 M. 자딘이 농무장관직을 맡고 존 G. 사전트가 법무장관이 되었다. 쿨리지는 상원이 그가 처음 선택한 찰스 B. 워렌을 거부한 후에야 사전트를 임명했다. 워렌은 1868년 이후 상원에서 거부된 첫 번째 내각 후보였다. 쿨리지는 첫 임기 동안 부통령이 없었지만, 찰스 G. 도스는 쿨리지의 두 번째 임기가 시작될 때 부통령이 되었다. 도스와 쿨리지는 농업 정책 및 기타 문제로 충돌했다.

## 사법부 임명
쿨리지는 미국 연방 대법원에 할런 피스크 스톤만을 임명했다. 스톤은 쿨리지의 애머스트 칼리지 동창이자 월가 변호사이며 보수적인 공화당원이었다. 스톤은 1924년 쿨리지가 하딩의 법무장관 해리 M. 도허티에 의해 훼손된 명성을 회복하기 위해 법무장관으로 임명했을 때 컬럼비아 법학대학원 학장이었다. 스톤은 사법 자제주의를 굳게 믿는 인물임을 증명했으며, 종종 뉴딜 정책을 지지하는 판결을 내리는 법원의 세 명의 진보적 대법관 중 한 명으로 여겨졌다.
쿨리지는 미국 연방 항소법원에 17명의 판사를, 미국 지방법원에 61명의 판사를 지명했다. 그는 진네비브 R. 클라인을 미국 관세법원에 임명하여 클라인을 연방 사법부에서 일한 최초의 여성으로 만들었다. 쿨리지는 또한 1925년 사법부법에 서명하여 대법원이 업무량에 대해 더 많은 재량권을 갖도록 했다.

## 국내 문제

### 하딩 행정부 스캔들
하딩 행정부 말기에 여러 스캔들이 대중에 알려지기 시작했다. 쿨리지는 어떤 부패한 거래에도 연루되지 않았지만, 재임 초기 스캔들의 여파에 직면했다. 티포트 돔 스캔들은 전 내무장관 앨버트 B. 폴 (1923년 3월 사임)과 해군장관 에드윈 덴비의 경력에 오점을 남겼고, 추가 스캔들은 법무장관 해리 M. 도허티와 전 재향군인국 국장 찰스 R. 포브스를 연루시켰다. 쿨리지 재임 몇 주 만에 토머스 J. 월시와 로버트 M. 라폴레트 시니어가 이끄는 초당파 상원 조사가 시작되었다. 조사가 추가 비행을 밝혀내자 쿨리지는 애틀리 포머린과 오언 로버츠를 특별검사로 임명했지만, 하딩 임명자들의 유죄 여부에 대해서는 개인적으로 확신하지 못했다. 의회의 압력에도 불구하고 그는 덴비 해임을 거부했고, 덴비는 1924년 3월 자발적으로 사임했다. 같은 달, 도허티가 사임을 거부하자 쿨리지는 그를 해고했다. 쿨리지는 또한 연방수사국 국장 윌리엄 J. 번즈를 J. 에드거 후버로 교체했다. 포머린과 로버츠의 조사와 스캔들로 얼룩진 하딩 임명자들의 퇴진은 쿨리지를 하딩 행정부의 비행과 분리시키는 역할을 했다. 1924년 5월까지 하딩의 스캔들은 대중의 관심에서 대부분 사라졌지만, 전 미국 우정청장 윌 H. 헤이스와 관련된 별도의 스캔들은 1928년 잠시 헤드라인을 장식했다.

### 경제 및 규제
쿨리지 재임 기간 동안 미국은 "광란의 20년대"로 알려진 급속한 경제 성장을 경험했다. 실업률은 낮은 수준을 유지했으며, 국가의 국내총생산은 1924년 852억 달러에서 1929년 1014억 달러로 증가했다. 네이선 밀러에 따르면, "전후 시대는 미국이나 다른 어떤 곳에서도 전례 없는 광범위한 참여를 특징으로 하는 소비주의 시대를 열었다." 미국 내 자동차 수는 1919년 7백만 대에서 1929년 2천3백만 대로 증가했으며, 전기가 들어오는 가구의 비율은 1912년 16%에서 1920년대 중반 60%로 증가했다.
쿨리지 아래의 규제 상태는 한 전기 작가가 묘사했듯이 "거의 눈에 띄지 않을 정도로 얇았다." 쿨리지는 제조업자의 이익을 증진하는 것이 사회 전체에 좋다고 믿었으며, 기업에 대한 세금과 규제를 줄이면서 외국의 경쟁으로부터 이러한 이익을 보호하기 위해 관세를 부과하려고 했다. 쿨리지는 연방거래위원회 (FTC)와 주간통상위원회에 위원들을 임명하여 그들의 관할 하에 있는 기업 활동을 거의 제한하지 않음으로써 규제에 대한 경멸을 보여주었다. 쿨리지 임명자인 윌리엄 E. 험프리 위원장의 지휘 아래 FTC는 반독점 소송을 거의 중단하여 알코아와 같은 회사들이 전체 산업을 지배하도록 허용했다. 쿨리지는 또한 연방준비제도의 운영에 간섭하는 것을 피했는데, 이는 금리를 낮게 유지하고 주식 시장에서의 증거금 거래 확장을 허용했다. 1922년 포드니-맥컴버 관세는 대통령에게 관세율을 결정할 약간의 재량권을 주었으며, 쿨리지는 이 권한을 사용하여 포드니-맥컴버가 설정한 이미 높은 세율을 더욱 높였다. 그는 또한 관세율에 대해 대통령에게 조언하는 위원회인 미국 국제무역위원회에 높은 관세를 선호하는 기업가들을 배치했다.
상무장관 후버는 정부의 후원을 적극적으로 활용하여 비즈니스 효율성을 증진하고 항공 여행 및 라디오와 같은 새로운 산업을 개발했다. 후버는 정부와 기업 간의 협력을 강력히 옹호했으며, 수많은 지식인과 기업가 회의를 조직하여 다양한 권고 사항을 만들었다. 상대적으로 적은 개혁이 통과되었지만, 이러한 제안들은 활동적인 행정부의 이미지를 만들었다. 1923년에서 1929년 사이에 라디오를 가진 가구 수는 30만 가구(약 1%)에서 1천만 가구로 증가했으며, 1931년에는 미국 가구의 과반수, 1937년에는 75%로 더욱 증가했다. 1927년 라디오법은 상무부 산하에 연방 라디오 위원회 (FRC)를 설립했으며, FRC는 "공공의 이익, 편의 또는 필요"를 충족함을 입증한 대형 상업 라디오 방송국에 수많은 방송 면허를 부여했으며, 이 법은 또한 미국 라디오 방송사에 대한 동일 시간 규칙을 제정했다. 후버의 요청으로 의회는 상무부에 항공 여행을 규제할 권한을 부여하는 항공 상거래법을 통과시켰다. 쿨리지 행정부는 1921년 연방 원조 고속도로법의 승인 하에 도로에 대한 매칭 자금을 제공했다. 1920년대에 고속도로의 총 연장은 두 배로 늘어났으며, 행정부는 고속도로의 체계적인 지정과 균일한 표지판을 제공하는 미국의 일반 국도를 확립하는 데 도움을 주었다.
일부는 쿨리지를 자유방임주의 이념의 추종자로 분류하며, 일부 비평가들은 이것이 대공황으로 이어졌다고 주장한다. 역사가 로버트 소벨은 대신 쿨리지의 경제 정책이 연방주의에 대한 그의 신념에 의해 인도되었다고 주장하며, "매사추세츠 주지사로서 쿨리지는 임금 및 노동 시간 입법을 지지하고, 아동 노동에 반대하며, 제1차 세계 대전 중 경제 통제를 부과하고, 공장 안전 조치를 선호했으며, 심지어 기업 이사회에 노동자 대표를 두는 것을 지지했다... 그러한 문제는 주 및 지방 정부의 책임으로 간주되었다"고 썼다. 역사가 데이비드 그린버그는 쿨리지의 경제 정책이 주로 미국 산업을 강화하기 위해 고안되었으며, 해밀턴주의에 가깝지 자유방임주의로 묘사하는 것이 가장 적절하다고 주장한다.

### 조세 및 정부 지출
쿨리지는 제1차 세계 대전의 여파로 집권했으며, 이 기간 동안 미국은 전례 없는 세율로 세금을 인상했다. 쿨리지의 조세 정책은 재무장관 멜런에 의해 크게 설정되었는데, 멜런은 "과학적 과세"—낮은 세금—가 정부 수입을 줄이는 것이 아니라 오히려 증가시킬 것이라고 주장했다. 멜런이 제안한 1921년 소득세법은 최고 한계 세율을 71%에서 58%로 낮추었으며, 멜런은 쿨리지 재임 기간 동안 세율을 더욱 낮추고 다른 세금을 폐지하려고 노력했다.
쿨리지는 1924년 초에 재정적으로 무책임한 지출이라고 믿었던 세계 대전 조정 보상법 또는 "보너스 법안"에 반대했다. 예산 흑자가 있었기 때문에 많은 의원들은 제1차 세계 대전 참전 용사들에게 추가 보상을 해주기를 원했고, 병사들이 전쟁 중에 제대로 보수를 받지 못했다고 주장했다. 쿨리지와 멜런은 예산 흑자를 세금 감면에 사용하는 것을 선호했으며, 그들은 국가가 보너스 법안을 통과시키고 세금을 감면하며 균형 잡힌 예산을 유지할 수 있다고 믿지 않았다. 그러나 보너스 법안은 광범위한 지지를 얻었고, 헨리 캐벗 로지 주니어와 찰스 커티스를 포함한 여러 저명한 공화당원들의 지지를 받았다. 의회는 쿨리지의 보너스 법안 거부권을 뒤집어 대통령에게 첫 주요 입법 전투에서 패배를 안겨주었다.
보너스 법안 논쟁 이후 입법 우선순위가 위협받자 쿨리지는 최고 세율을 25%까지 낮추려는 목표에서 한 발 물러섰다. 많은 입법 협상 끝에 의회는 소득세율을 낮추고 약 2백만 명의 소득세를 완전히 없애는 1924년 소득세법을 통과시켰다. 이 법은 최고 한계 세율을 58%에서 46%로 낮추었지만, 상속세를 인상하고 새로운 증여세를 강화했다. 1924년 재선 후 쿨리지는 추가 세금 감면을 추진했고, 의회는 1926년과 1928년 소득세법으로 세금을 감면했다. 의회는 1926년에 증여세를 폐지했지만, 멜런은 1916년 소득세법에 의해 확립된 상속세 폐지를 얻어내지 못했다. 최고 세율 인하 외에도 세금 법안은 면세 소득액도 늘렸으며, 1928년에는 납세자의 2%만이 연방 소득세를 납부했다. 1930년까지 연방 수입의 3분의 1은 소득세에서, 3분의 1은 법인세에서, 그리고 나머지 3분의 1은 관세와 담배 소비세에서 나왔다.
쿨리지는 7억 달러의 예산 흑자를 물려받았지만, 제1차 세계 대전에서 대부분 축적된 223억 달러의 연방 부채도 물려받았다. 쿨리지 행정부 동안 연방 지출은 거의 변동이 없었으며, 이는 연방 부채의 약 4분의 1을 상환하는 데 기여했다. 쿨리지는 1990년대 빌 클린턴 재임 기간까지 연방 부채 총액을 크게 줄인 마지막 대통령이 될 것이지만, 중간 대통령들은 국가의 국내총생산에 비례하여 부채를 줄이는 것을 주관할 것이다.

### 이민
쿨리지 대통령 재임 이전 몇 년 동안 강력한 토착주의 운동이 일어났으며, 특히 동유럽, 동남유럽, 동아시아 출신 이민자들에 대한 적대감이 집중되었다. 윌리엄 보라 상원의원에게 보낸 한 유권자의 편지는 이민 제한을 선호하는 많은 사람들의 의견을 반영하여 "우리 가운데 있는 수백만 명을 동화시키고 미국화할 수 있을 때까지 최소 한 세대 동안 이민을 완전히 중단해야 한다"고 밝혔다. 쿨리지 대통령 재임 이전, 의회는 이민자에게 문맹 테스트를 부과하는 1917년 이민법과 일시적으로 입국 이민자 수를 제한하는 1921년 긴급 할당량법을 통과시켰다. 긴급 할당량법 통과 후 몇 년 동안 의원들은 영구적인 이민 법안의 내용을 논의했다. 앨 스미스와 다른 도시 민주당원들을 제외하고는 양당의 대부분 지도자들은 이민을 크게 제한할 영구 법안을 선호했다. 기업 지도자들은 이전에 미국으로의 무제한 이민을 선호했지만, 기계화, 여성의 노동 시장 진입, 남부 흑인의 북부 이주 모두 외국 태생 노동력에 대한 수요 감소에 기여했다.
쿨리지는 1923년 국정 연설에서 이민 상한선 연장을 지지했지만, 그의 행정부는 국가 기원 공식의 지속에 대해서는 덜 지지적이었다. 이는 사실상 북서유럽 이외의 국가로부터의 이민을 제한하는 것이었다. 휴스 국무장관은 할당량, 특히 1907년 신사 협정을 위반하는 일본 이민의 전면 금지에 강력히 반대했다. 자신의 유보에도 불구하고 쿨리지는 제한적인 1924년 이민법에 서명하기로 결정했다. 긴급 할당량법은 특정 국가의 연간 이민을 1920년 미국에 거주하는 해당 국가 이민자 인구의 3%로 제한했다. 1924년 이민법은 이를 1890년 미국에 거주하는 특정 국가 이민자 인구의 2%로 변경했다. 1924년 이민법은 1965년 이민 및 국적법이 통과될 때까지 효력을 유지하여 수십 년 동안 이민 인구 통계에 큰 영향을 미쳤다.

### 농업 보조금 반대

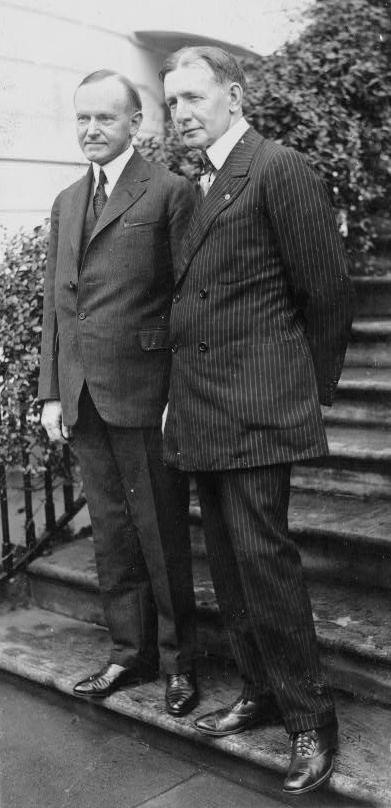
쿨리지와 부통령 찰스 G. 도스

쿨리지 재임 기간 중 가장 논쟁적인 문제 중 하나는 제1차 세계 대전 이후 수입이 급락한 농민들을 위한 구제책이었다. 많은 농민들이 작물을 팔 수 없었는데, 이는 과잉 생산이라는 현상으로 알려져 있다. 농업 과잉 생산의 기여 요인으로는 세계 시장에서의 경쟁 심화와 트랙터 도입이 있었는데, 이는 개별 농민의 생산성을 높이고 이전에 농장 동물 사료용 작물을 재배하는 데 사용되던 농경지를 개방했다. 과잉 생산은 많은 농촌 지역에 치명적인 지속적인 농업 위기로 이어졌다. 농업 위기는 도시화의 물결 속에서도 농민들이 강력한 투표권을 유지하면서 1920년대 내내 주요 정치적 문제였다.
헨리 캔트웰 월러스 농무장관은 각 농가가 경작할 수 있는 면적을 제한하는 방안을 제시했지만, 이 제안은 농민들 사이에서 인기가 없어 정치적으로 실현 불가능했다. 1924년 선거 후, 쿨리지 행정부는 가격 통제를 돕기 위해 농업협동조합을 강조하는 농업 계획을 도입했지만, 농민들 사이에서는 거의 지지를 얻지 못했다. 농업 블록은 대신 조지 픽의 아이디어를 중심으로 뭉쳤는데, 그의 농가 가격 인상 제안은 맥너리-하우겐 농업 구제법에 영감을 주었다. 맥너리-하우겐 법안은 연방 농업위원회를 설립하여 풍년에는 잉여 생산물을 구매하고 나중에 판매하거나 해외로 판매하도록 제안했다. 정부는 해외 작물 판매에서 손실을 입겠지만, 프로그램의 혜택을 받는 농민들에게 부과하는 수수료를 통해 그 손실의 일부를 회수할 것이었다. 법안 지지자들은 이 프로그램이 보호 관세와 다르지 않다고 주장했으며, 보호 관세는 산업 기업에 불균형적으로 혜택을 주기 위해 사용되었다고 주장했다. 쿨리지는 맥너리-하우겐 법안에 반대하며 농업은 "독립적인 사업 기반 위에 서야 한다"고 선언하고 "정부 통제는 정치적 통제와 분리될 수 없다"고 말했다. 맥너리-하우겐 법안의 첫 번째와 두 번째 버전은 1924년과 1925년에 부결되었지만, 농업 위기가 계속되면서 법안은 여전히 인기가 있었다.
1925년 목화 가격 하락으로 남부 의원들이 서부 의원들과 함께 주요 농업 법안을 지지할 가능성이 제기되었다. 새로운 주요 정부 프로그램 생성을 막기 위해 쿨리지는 맥너리-하우겐의 잠재적 지지자들을 떼어내고 기업가 및 기타 단체들을 법안 반대 운동에 동원했다. 그는 잉여가 발생할 때 농업 협동조합에 돈을 대출해 줄 연방 위원회를 설립할 커티스-크리스프 법안을 지지했지만, 이 법안은 의회에서 좌초되었다. 1927년 2월, 의회는 맥너리-하우겐 법안을 다시 논의했고, 이번에는 간신히 통과시켰지만 쿨리지는 거부권을 행사했다. 그의 거부 메시지에서 쿨리지는 이 법안이 농민들에게 아무런 도움이 되지 않고, 오직 수출업자에게만 이익을 주고 연방 관료주의를 확장시킬 것이라는 믿음을 표명했다. 의회는 거부권을 뒤집지 못했지만, 1928년 5월에 증가된 다수로 이 법안을 다시 통과시켰고, 쿨리지는 다시 거부권을 행사했다. "농민들은 결코 많은 돈을 벌지 못했다"고 쿨리지는 말하며 "우리가 그것에 대해 할 수 있는 일은 많지 않다고 생각한다"고 덧붙였다. 자딘 장관은 연방 농업위원회를 설립하는 자신만의 농업 위기 해결 계획을 개발했으며, 그의 계획은 결국 쿨리지가 퇴임한 지 몇 달 후에 통과된 1929년 농업 마케팅법의 기초를 형성하게 된다.

### 1927년 미시시피 대홍수
쿨리지는 2005년 허리케인 카트리나 이전까지 걸프 해안을 강타한 최악의 자연재해였던 1927년 미시시피 대홍수 당시 그의 행동으로 종종 비판을 받아왔다. 그는 처음에는 6개 주지사의 연방 지원 요청과 홍수 현장 방문 요청을 거절했다. 비록 결국 후버 장관을 홍수 구호 책임 연방 위원회장으로 임명했지만, 학자들은 쿨리지가 전반적으로 연방 홍수 통제에 대한 관심이 부족했다고 주장한다. 쿨리지는 홍수 후 개인적으로 해당 지역을 방문하는 것이 아무것도 얻지 못할 것이며, 단순한 정치적 선동으로 보일 것이라고 믿었다. 그는 또한 홍수 통제에 필요한 연방 지출을 감당하고 싶지 않았다. 그는 재산 소유자들이 대부분의 비용을 부담해야 한다고 믿었다. 한편 의회는 연방 정부가 홍수 완화를 전적으로 책임지는 법안을 선호했다. 1928년 의회가 타협안을 통과시켰을 때, 쿨리지는 그 공로를 인정받으려 하지 않고 5월 15일 비공개로 1928년 홍수 통제법에 서명했다.

### 노동
노동조합 회원 수는 1920년대에 감소했는데, 이는 꾸준히 상승하는 임금과 평균 주 노동 시간의 감소 때문이었다. 이전 연도에 비해 쿨리지의 임기 동안 파업은 상대적으로 적었으며, 쿨리지가 직면한 유일한 주요 노동 분규는 1923년 무연탄 파업이었다. 쿨리지는 일반적으로 노동 문제를 피하고, 광산 불안에 대한 행정부의 대응을 후버에게 맡겼다. 후버는 광부와 광산 회사 간의 자발적 협약인 잭슨빌 협약을 만들었지만, 이 협약은 거의 효과가 없었다. 1920년대 동안 보수적인 태프트 대법원은 노동조합에 해를 끼치고 연방 법원이 파업을 종결하기 위해 금지 명령을 사용할 수 있도록 허용하는 여러 판결을 내렸다. 대법원은 또한 최소 작업 조건을 보장하기 위해 고안된 연방 규제에 적대적이었으며, 1923년 애드킨스 대 아동병원 사건에서 최저 임금법이 위헌이라고 선언했다.
1924년 6월, 대법원이 14세 미만 및 16세 미만 근로자가 생산한 상품을 규제하고 과세하는 연방법을 두 번이나 폐기한 후, 의회는 미국 헌법에 "18세 미만 인력의 노동"을 의회가 특별히 규제할 수 있도록 허용하는 수정안을 승인했다. 쿨리지는 첫 국정 연설에서 이 수정안에 대한 지지를 표명했다. 흔히 아동 노동 수정안으로 알려진 이 수정안은 필요한 주들의 비준을 받지 못했으며, 비준 기한이 정해져 있지 않아 여전히 주들 앞에서 계류 중이다. 그러나 대법원은 1941년 유나이티드 스테이츠 대 다비 럼버 컴퍼니 사건 판결에서 아동 노동 수정안을 논의의 여지가 없는 문제로 만들었다.

### 기타 문제

#### 금주법
1920년에 비준된 미국 수정 헌법 제18조는 미국 내에서 사실상 알코올 음료를 금지했으며, 볼스테드 법은 수정안 위반에 대한 처벌을 규정했다. 쿨리지는 개인적으로 금주법에 반대했지만, 연방법을 집행하려고 노력했고 백악관에서 술을 제공하는 것을 삼갔다. 비록 의회가 볼스테드 법을 집행하기 위해 금주국을 설립했지만, 연방 정부의 금주법 집행은 느슨했다. 대부분의 주들이 금주법 집행을 연방 정부에 맡기면서, 불법적인 알코올 음료 생산이 번성했다. 조직범죄 지도자들인 아놀드 로스스타인과 알 카포네는 캐나다 및 다른 지역에서 알코올 수입을 주선했으며, 밀주의 수익성은 조직범죄의 영향력 상승에 기여했다. 그럼에도 불구하고, 알코올 음료의 높은 가격 때문에 1920년대 동안 알코올 소비량은 급격히 감소했다.

#### 시민권
1920년 8월 미국 수정 헌법 제19조의 비준으로 여성들은 1920년 선거에 맞춰 모든 주에서 투표권을 얻었다.
정치인들은 크게 확대된 유권자에 대응하여 여성에게 특별한 관심사를 강조했는데, 특히 금주, 아동 건강, 공립학교, 세계 평화 문제에 집중했다. 여성들은 이러한 문제에 반응했지만, 일반적인 투표에서 남성과 동일한 관점과 투표 행동을 보였다. 따라서 1928년까지 그들은 특별한 호소가 거의 효과가 없다는 것을 깨달았고, 특별한 관심도 줄어들었다.

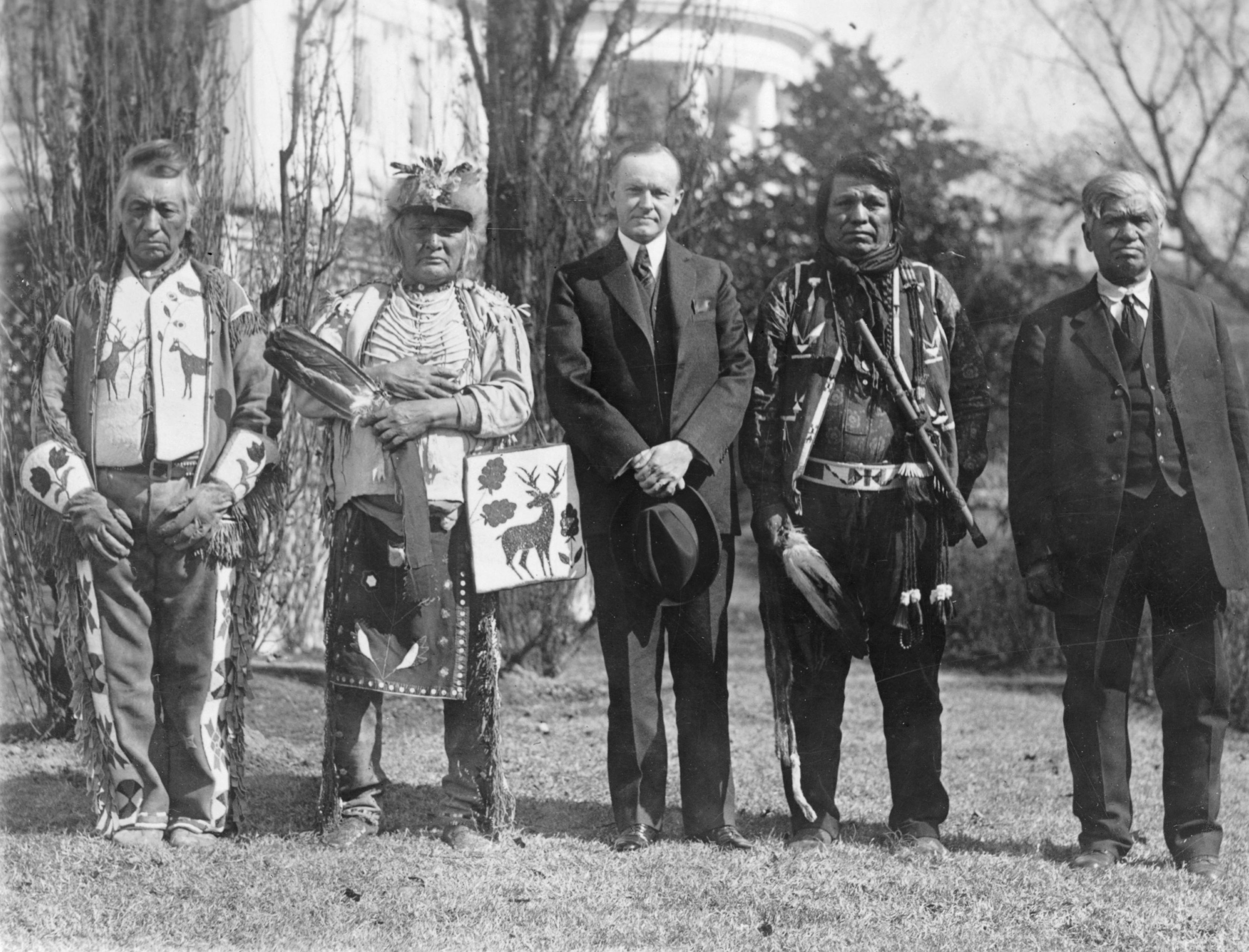
쿨리지가 원주민에게 완전한 시민권을 부여하는 법안에 서명한 후의 오세이지 남성들

쿨리지는 아프리카계 미국인의 시민권을 옹호하며, 첫 국정 연설에서 그들의 권리가 미국 헌법 아래 "다른 시민의 권리만큼이나 신성하다"고 말하고, "이러한 권리를 보호하는 것이 공적 및 사적 의무"라고 말했다. 그는 쿠 클럭스 클랜의 알려진 구성원을 공직에 임명하지 않았다. 실제로 클랜은 그의 임기 동안 대부분의 영향력을 잃었다. 쿨리지는 취임 초 린치를 금지하는 법안을 촉구하며, 1923년 국정 연설에서 이를 "끔찍한 범죄"라고 표현하고, 아프리카계 미국인들이 "유일한 피해자는 아니지만 피해자의 대다수를 차지한다"고 말했다. 그러나 반린치 법안을 통과시키려는 의회의 시도는 남부 민주당원들에 의해 좌절되었다. 쿨리지는 결국 세금 감면 법안 통과에 방해가 될 것을 우려하여 반린치 법안 통과 시도를 포기했다. 게다가 쿨리지는 1924년 대통령 선거에서 존 W. 데이비스 민주당 분리주의자 경쟁자가 KKK를 비난하고 쿨리지에게도 그 조직을 비난할 것을 요구했음에도 불구하고 KKK를 비난하는 것을 거부했다. 쿨리지 지지자 중 일부는 쿨리지가 당시 아들의 죽음으로 슬퍼하고 있었기 때문에 KKK를 비난하지 않았다고 주장했다. 쿨리지는 아프리카계 미국인을 연방 공직에 임명하는 것을 강조하지 않았으며, 대통령 재임 기간 동안 저명한 흑인을 임명하지 않았다. 쿨리지는 1924년 인디애나에서 대부분의 흑인 표를 잃게 될 것인데, 이는 인디애나 공화당이 KKK에 의해 장악되었고 KKK 회원 에드워드 L. 잭슨이 공화당 주지사 후보였기 때문이다. 그러나 쿨리지는 인디애나를 제외한 대부분의 흑인 표를 유지했다. 1920년대에 쿨리지와 다른 공화당원들의 시민권에 대한 실제적인 조치가 부족했음에도 불구하고, 대부분의 흑인 유권자들은 여전히 공화당이 민주당에 비해 덜 나쁜 선택이라고 믿었다. 여성 참정권은 흑인 여성이 거의 투표할 수 없었던 남부에서는 거의 영향을 미치지 않았다.
1924년 6월 2일, 제1차 세계 대전 중 군에 입대한 수천 명의 원주민들을 부분적으로 인정하여 쿨리지는 모든 미국 원주민에게 미국 시민권을 부여하는 동시에 부족 토지와 문화적 권리를 유지할 수 있도록 허용하는 1924년 인디언 시민권법에 서명했다. 그 당시 이미 원주민의 3분의 2는 결혼, 군 복무 또는 이전에 이루어진 토지 할당을 통해 시민권을 얻었다. 이 법은 연방 정부와 부족 지도자 중 누가 부족 주권을 유지하는지 불분명하게 규정했다. 쿨리지는 또한 인디언 부족을 다루는 연방 기관 및 프로그램을 조사하기 위한 개혁 패널인 백인 위원회를 임명했다. 이 위원회는 정부가 보호 구역 생활에 대한 심층 조사를 수행할 것을 권고했으며, 이는 1928년 메리엄 보고서로 이어졌다.

## 외교

### 국제연맹 및 국제사법재판소
고립주의자는 아니었지만, 쿨리지는 외국과의 동맹을 맺는 것을 꺼렸다. 그는 1920년 공화당의 승리를 미국이 국제연맹에 가입해야 한다는 윌슨주의적 입장에 대한 거부로 간주했다. 완전히 반대하지는 않았지만, 쿨리지는 당시 구성된 국제연맹이 미국의 이익에 부합하지 않는다고 믿었으며, 가입을 주장하지 않았다. 그는 미국이 국제사법재판소에 가입하는 것을 지지했으며, 단 국가가 자문 결정에 구속되지 않는다는 조건이었다. 1926년, 상원은 결국 법원 가입을 승인했다(단서와 함께). 국제연맹은 단서를 수용했지만, 자체적으로 몇 가지 수정 사항을 제안했다. 상원은 수정 사항에 대해 조치하지 않았고, 미국은 결국 국제사법재판소에 가입하지 않았다.

### 배상금 및 전쟁 부채
제1차 세계 대전의 여파로 여러 유럽 국가들은 빚에 시달렸으며, 그 중 상당수는 미국에 빚진 것이었다. 이들 유럽 국가들은 차례로 독일에 막대한 제1차 세계 대전의 배상금을 빚지고 있었고, 독일 경제는 이 배상금의 무게에 휘청거렸다. 쿨리지는 유럽의 부채를 탕감하거나 유럽 상품에 대한 관세를 낮추라는 요구를 거부했지만, 1923년 루르 점령은 그를 행동하게 만들었다. 휴스 국무장관의 주도하에 쿨리지는 독일의 배상금에 대한 합의에 도달하기 위해 찰스 G. 도스를 국제 위원회 위원장으로 임명했다. 그 결과로 나온 도스 플랜은 독일 부채를 재조정하는 내용을 담고 있었으며, 미국은 독일이 다른 국가에 빚을 갚도록 돕기 위해 돈을 빌려주었다. 도스 플랜은 독일 경제의 호황과 국제 협력 분위기로 이어졌다.
도스 플랜의 성공을 바탕으로, 미국 대사 알랜슨 B. 호튼은 1925년 10월 로카르노 회의를 조직하는 데 도움을 주었다. 이 회의는 독일과 프랑스 간의 긴장을 완화하기 위해 고안되었으며, 프랑스는 독일의 재무장을 두려워했다. 로카르노 조약에서 프랑스, 벨기에, 독일은 각각 베르사유 조약에 의해 설정된 국경을 존중하고 서로 공격하지 않을 것을 서약했다. 독일은 또한 베르사유 조약으로 인해 형성된 국가들과의 동부 국경을 중재하는 데 동의했다.

### 군비 축소 및 전쟁 포기
쿨리지의 주요 외교 정책 이니셔티브는 국무장관 프랭크 빌링스 켈로그와 프랑스 외무장관 아리스티드 브리앙의 이름을 딴 1928년 켈로그-브리앙 조약이었다. 거의 모든 주요 국가들이 서명했다. 1929년에 비준된 이 조약은 서명국들이 "상호 관계에서 국가 정책의 도구로서 전쟁을 포기할" 것을 약속했다. 이 조약은 전쟁의 즉각적인 종식을 달성하지 못했지만, 제2차 세계 대전 이후 국제법의 기초 원칙을 제공했다. 쿨리지의 국제 군비 축소 정책은 행정부가 군사비 지출을 줄일 수 있도록 했으며, 이는 쿨리지의 광범위한 정부 지출 감소 정책의 일부였다. 쿨리지는 또한 워싱턴 해군 군축 조약을 순양함에까지 확대 적용하는 것을 선호했지만, 미국, 영국, 일본은 제네바 해군 군축 회담에서 합의에 도달하지 못했다.
쿨리지는 1921~22년 워싱턴 회담의 성공에 깊은 인상을 받아, 1927년에 관련 해군 문제, 특히 1만 톤 미만 전함의 수 제한을 다루기 위한 두 번째 국제 회의를 소집했다. 제네바 해군 군축 회담은 프랑스가 불참하고, 대부분의 대표단이 함대 제한을 원하지 않는 제독들이었기 때문에 실패했다.

### 라틴 아메리카
멕시코 혁명 이후, 미국은 혁명 지도자 중 한 명인 알바로 오브레곤 정부를 인정하기를 거부했다. 휴스 국무장관은 하딩 행정부 동안 멕시코와 관계 정상화를 위해 노력했으며, 쿨리지 대통령은 1923년 멕시코 정부를 인정했다. 오브레곤이 반란을 진압하는 것을 돕기 위해 쿨리지는 또한 멕시코에 대한 금수 조치를 해제하고 미국 은행들이 멕시코 정부에 돈을 빌려주도록 장려했다. 1924년, 플루타르코 엘리아스 카예스가 멕시코 대통령으로 취임했으며, 카예스는 미국인의 재산권 주장을 제한하고 가톨릭 교회의 소유물을 통제하려고 했다. 그러나 드와이트 모로 대사는 카예스에게 미국인이 1917년 이전에 구매한 재산에 대한 권리를 유지하도록 설득했으며, 멕시코와 미국은 쿨리지 재임 기간 동안 좋은 관계를 유지했다. 미국 출신의 가톨릭 사제의 도움으로 모로는 또한 카예스 정부에 대한 가톨릭 반란인 크리스테로 전쟁을 종식시키는 데 도움을 주었다.
쿨리지 행정부 아래서 미국의 니카라과와 아이티 점령은 계속되었지만, 쿨리지는 1924년 도미니카 공화국에서 미군을 철수시켰다. 미국은 미군의 개입 없이 국내 질서를 유지하기 위해 도미니카 공화국에 국내 헌병대를 설립했지만, 헌병대 지도자인 라파엘 트루히요는 결국 권력을 장악했다. 쿨리지는 1928년 1월 15~17일 쿠바 하바나에서 열린 제6차 미주 국가 국제 회의에 미국 대표단을 이끌고 참석했다. 이는 쿨리지가 대통령 재임 중 유일하게 해외를 방문한 것이었다. 그곳에서 그는 중앙아메리카와 카리브 제도에 대한 미국의 개입주의 정책에 분개한 라틴 아메리카 지도자들에게 평화 제의를 건넸다. 그는 88년 동안 버락 오바마가 2016년에 방문하기 전까지 쿠바를 방문한 유일한 현직 대통령이었다.
경제학자 에드윈 W. 케메러의 지휘 아래 미국은 금융 고문들을 통해 라틴 아메리카에 대한 영향력을 확대했다. 국무부의 지원을 받아 케메러는 콜롬비아, 칠레 및 기타 국가들과 협정을 협상하여 이들 국가들이 대출을 받고 미국 금융 고문들의 조언을 따르도록 했다. 이렇게 "케메러화된" 국가들은 상당한 투자를 유치하고 미국과의 무역에 점점 더 의존하게 되었다. 이들 국가들은 1920년대에는 좋은 경제 상황을 누렸지만, 1930년대에는 많은 어려움을 겪게 되었다.

### 동아시아
일본과의 관계는 워싱턴 해군 군축 조약 체결로 개선되었고, 간토 대지진 이후 미국의 원조로 더욱 강화되었다. 간토 대지진은 20만 명의 일본인을 사망하게 하고 2백만 명을 실향민으로 만들었다. 그러나 1924년 이민법 통과로 일본인의 미국 이민이 금지되면서 관계는 악화되었다. 미국 관리들은 법안이 초안될 때 일본이 이 금지에 항의하도록 권장했지만, 일본의 위협은 역효과를 낳았고 법안 지지자들은 이 위협을 일본 이민에 대한 반대 여론을 조성하는 데 사용했다. 이 이민 법안은 일본에서 큰 반발을 불러일으켰고, 서구 세력과의 협력보다는 팽창주의를 선호하는 일본 내 세력의 입지를 강화했다.
쿨리지 행정부는 처음에 쑨원과 그의 후계자인 장제스가 이끄는 중화민국과의 관계를 피했다. 행정부는 북벌이 외국인에 대한 공격으로 이어지자 이에 항의했고, 중국이 청나라의 지배를 받을 때 체결된 조약의 재협상을 고려하기를 거부했다. 1927년, 장제스는 정부에서 공산주의자들을 숙청하고 미국의 지원을 모색하기 시작했다. 중국과의 관계 개선을 모색하던 켈로그 국무장관은 관세 자율권을 부여하는 데 동의했는데, 이는 중국이 미국 상품에 대한 수입 관세를 설정할 권리를 갖는다는 것을 의미했다.

## 쿨리지 재임 중 선거

### 1924년 선거

1924년 선거인단 결과

국민들은 처음에는 하딩 행정부에서 저자세를 유지했던 쿨리지에 대해 어떻게 생각해야 할지 몰랐다. 많은 사람들은 심지어 1924년 대통령 선거에서 그가 후보에서 교체될 것이라고 예상했다. 1923년 연합광부노조 석탄 파업은 쿨리지에게 즉각적인 도전이 되었고, 그는 파업에 깊이 관여하는 것을 피했다. 진보적인 공화당원이자 1924년 대통령 후보 경쟁자였을 수 있는 펜실베이니아 주지사 기포드 핀초는 연방 정부의 개입 없이 신속하게 파업을 해결했다. 핀초의 파업 해결은 석탄 가격 상승에 대한 비난을 받으면서 역효과를 냈고, 쿨리지는 공화당 엘리트들 사이에서 빠르게 권력을 공고히 했다. 일리노이 주지사 프랭크 로던과 레너드 우드 장군과 같은 잠재적 경쟁자들은 쿨리지에게 도전할 지지를 얻는 데 실패했고, 자동차 거물 헨리 포드는 1923년 12월 쿨리지를 대통령으로 지지했다.
공화당 전당대회는 1924년 6월 10일부터 12일까지 오하이오주 클리블랜드에서 열렸고, 쿨리지는 첫 투표에서 지명을 받았다. 쿨리지의 지명은 그를 시어도어 루스벨트에 이어 두 번째로 선출되지 않은 대통령으로서 재선을 위해 당의 지명을 받은 인물로 만들었다. 전당대회 이전에 쿨리지는 진보적인 윌리엄 보라 상원의원에게 러닝메이트로 합류하도록 설득했지만, 보라는 상원 의석을 포기하기를 거부했다. 공화당은 이어서 두 번째 투표에서 로던을 부통령으로 지명했지만, 그도 거절했다. 마침내 외교관이자 은행가인 찰스 G. 도스가 세 번째 투표에서 지명을 받았다.
민주당은 다음 달 뉴욕시에서 전당대회를 개최했다. 윌슨의 재무장관 윌리엄 깁스 매커두는 많은 이들에게 선두 주자로 여겨졌지만, 그의 입후보는 티포트 돔 스캔들과의 연관성으로 인해 타격을 입었다. 그럼에도 불구하고 그는 뉴욕 주지사 앨 스미스와 함께 가장 강력한 두 후보 중 한 명으로 전당대회에 참가했다. 스미스와 매커두는 민주당 내 분열을 상징했다. 스미스는 가톨릭과 유대교를 포함한 대규모 민족 집단이 거주하는 북동부 도시에서 지지를 얻었다. 매커두의 지지층은 농촌 남부와 서부의 개신교 요새에 있었다. 전당대회는 대통령 후보 지명 문제로 교착 상태에 빠졌고, 103차 투표 끝에 대표단은 마침내 잘 알려지지 않은 타협 후보인 존 W. 데이비스에 합의했다. 데이비스는 윌리엄 제닝스 브라이언의 동생을 러닝메이트로 선택했다. 민주당의 희망은 위스콘신 출신 공화당 상원의원 로버트 M. 라폴레트 시니어가 새로운 진보당을 결성하기 위해 공화당을 탈당하면서 고조되었다. 라폴레트의 진보당원들은 양대 정당 후보들의 보수주의에 적대적이었고, 지속되는 농업 위기로 활기를 얻었다. 그들은 공화당 후보의 선거인단 과반수를 막아 선거를 하원으로 넘기려고 했으며, 일부 진보당원들은 양당제를 영구적으로 혼란에 빠뜨리기를 희망했다. 반면에 많은 사람들은 1912년의 경우처럼 공화당의 분열이 민주당 후보의 대통령 당선을 허용할 것이라고 믿었다.
전당대회와 막내 아들 캘빈의 죽음 이후 쿨리지는 침체에 빠졌다. 그는 나중에 "그 [아들]이 죽었을 때, 대통령직의 힘과 영광도 함께 사라졌다"고 말했다. 이는 쿨리지의 슬픔 때문이기도 했지만, 그의 본래적인 비대결적 스타일 때문이기도 했다. 쿨리지는 광고 기획자 브루스 페어차일드 바턴에게 메시징 캠페인을 맡겼고, 바턴의 광고는 쿨리지를 투기 시대의 견고함의 상징으로 묘사했다. 공화당이 여러 스캔들로 얼룩졌음에도 불구하고, 1924년까지 여러 민주당원들도 연루되어 문제의 당파적 책임이 모호해졌다. 쿨리지와 도스는 남부를 제외한 모든 주에서 승리했으며, 라폴레트의 고향인 위스콘신주에서만 패배했다. 쿨리지는 득표율 54%를 얻었고, 데이비스는 28.8%, 라폴레트는 16.6%를 얻어 미국 역사상 가장 강력한 제3당 대통령 득표 중 하나를 기록했다. 동시에 치러진 의회 선거에서 공화당은 하원과 상원에서 의석을 늘렸다.

### 1928년 선거 및 정권 이양

공화당 허버트 후버가 1928년 선거에서 민주당 앨 스미스를 물리쳤다.

1924년 선거 이후, 많은 전문가들은 쿨리지가 1928년에 또 다른 임기를 추구할 것이라고 예상했지만, 쿨리지는 다른 계획을 가지고 있었다. 1927년 중반 휴가 중 쿨리지는 두 번째 완전 임기 대통령직에 대해 "나는 출마하지 않겠다"는 간결한 성명을 발표했다. 회고록에서 쿨리지는 출마하지 않은 이유를 설명했다: "대통령직은 그 직위를 맡은 사람들과 그들에게 소중한 사람들에게 큰 희생을 요구한다. 우리는 조국을 위해 모든 것을 바치는 것을 거부해서는 안 되지만, 우리의 힘을 넘어서는 일을 시도하는 것은 위험하다." 쿨리지의 은퇴로 1928년 공화당 대통령 후보 지명에 대한 추측은 찰스 커티스 상원의원, 윌리엄 보라 상원의원, 전 주지사 프랭크 로던, 찰스 G. 도스 부통령, 전 국무장관 찰스 에번스 휴스, 그리고 특히 허버트 후버 상무장관에 집중되었다.
쿨리지는 후버를 후계자로 지지하는 것을 꺼렸다. 그는 한때 "그 남자는 6년 동안 나에게 원치 않는 조언을 해왔는데, 모두 나빴다"고 말했다. 후버는 또한 일부 문제에 대한 진보적인 입장 때문에 멜런과 다른 보수주의자들로부터 반대에 직면했다. 그럼에도 불구하고 후버는 1927년 미시시피 대홍수 처리로 당내 입지를 굳혔고, 1928년 공화당 전당대회에서 거의 반대에 부딪히지 않았다. 대통령 후보 수락 연설에서 후버는 "오늘날 미국에서 우리는 역사상 그 어느 때보다 가난에 대한 최종 승리에 가까워져 있습니다... 지난 8년간의 정책을 계속 추진할 기회가 주어진다면, 우리는 곧 신의 도움으로 이 나라에서 가난이 사라지는 날을 보게 될 것입니다"라고 말했다.
지난 두 번의 대통령 선거에서 크게 패배했고, 여전히 당내 남부와 북동부 파벌 간의 격렬한 분열에 직면해 있었기 때문에, 1928년 대통령 선거에서 당이 승리할 것이라고 믿는 민주당원은 거의 없었다. 1928년 민주당 전당대회가 열릴 무렵, 앨 스미스는 대통령 후보 지명을 위한 압도적인 유력 후보로 떠올랐다. 후버와 마찬가지로 스미스도 당의 전국 전당대회에서 첫 투표에서 지명을 받았다. 스미스의 정책은 후버의 정책과 크게 다르지 않았으며, 1928년 대통령 선거 운동은 대신 스미스의 인물, 가톨릭 교회와의 관계, 그리고 금주법에 대한 반대에 초점을 맞췄다. 후버는 압도적인 승리를 거두었으며, 스미스의 고향인 뉴욕주와 솔리드 사우스의 여러 주에서도 승리했다.

## 역사적 평판
제이슨 로버츠는 2014년에 쿨리지의 유산이 학자와 정치인들 사이에서 여전히 열정적으로 논쟁되고 있다고 주장한다. 그는 다음과 같이 썼다.
내성적인 인물이었음에도 불구하고 그는 단 한 번의 선거를 제외하고는 모두 승리한 성공적인 정치인이었다... 그는 보수주의자로 인식되었지만 주 및 지방 수준에서 많은 진보적 문제들을 지지했다. 그는 전통주의자로 여겨졌지만 영화와 라디오 같은 당대의 새로운 기술을 성공적으로 활용했다. 이 수수께끼 같은 인물은 1920년대 정책에 자신의 흔적을 남겼다.
쿨리지는 일반적으로 미국인들에게 인기가 많았다. 그는 특히 조용한 의무감으로 신뢰를 얻었다. 클로드 퓨스는 1940년에 다음과 같이 썼다.
쿨리지가 젊은 입법가로서 보여준 자질은 의무에 대한 충실함, 신뢰성, 신중함, 관용, 정직성, 그리고 상식이었다. 대통령으로서도 같은 자질을 가지고 있었다. "그의 경력 전반에 걸쳐 우리는 그에게 법, 권위, 전통에 대한 깊은 존경심을 발견한다."
맥코이는 쿨리지의 대통령으로서의 효율성을 강조한다.
최고 행정관으로서 쿨리지는 그의 단순하고, 직접적이며, 책임감 있는 스타일 때문에 효과적이었다. 그는 일반적으로 상담과 연구 후에만 정책을 수립했다. 쿨리지는 그의 부하들이 그러한 정책에 따라 효율적으로 자신의 업무를 수행할 것을 기대했으며, 그렇게 할 수 없다면 그들을 교체할 수도 있다는 것이 분명했다. 결과적으로 대통령은 일반적으로 그의 임명자들로부터 충실한 봉사를 받았다. 그는 예산국을 효과적으로 사용하여 행정 지출과 프로그램을 통제함으로써 이를 강화했다. 쿨리지가 후임 대통령들에 비해 관리할 것이 많지 않았다고 해도, 그는 자신이 가진 것을 예외적으로 잘 관리했다. 쿨리지는 또한 그의 행정부를 위한 훌륭한 대변인이었다. 그는 정기적으로 기자회견을 열었고—대통령으로서 그의 유일한 혁신이었다—이를 상냥하지만 엄격한 교장처럼 처리했다.
그가 퇴임한 직후 대공황이 시작되면서 비판적인 평가는 증가했고, 반대자들은 경제적 어려움을 쿨리지의 경제 정책과 연관시켰다. 쿨리지의 외교 정책에 대한 명성도 1930년대에 독일과 일본의 압력으로 특정 정책들이 실패로 돌아가면서 타격을 입었다. 1980년대에 로널드 레이건과 다른 보수주의자들은 쿨리지 행정부를 자유방임주의 정책의 모델로 삼았다. 페럴은 쿨리지를 주요 스캔들을 피하고 부채를 줄인 점을 칭찬하지만, 외교 정책에서의 비활동과 주식 시장 투기 증가에 대응하지 못한 점을 비판한다.
역사가와 정치학자들의 여론 조사에서는 일반적으로 쿨리지를 평균 이하의 대통령으로 평가했다. 2018년 미국정치학회의 대통령 및 행정 정치 부문 여론 조사에서는 쿨리지를 28번째로 좋은 대통령으로 평가했다. 2017년 C-SPAN의 역사가 여론 조사에서는 쿨리지를 27번째로 좋은 대통령으로 평가했다. 그린버그는 다음과 같이 썼다.
학계의 의견은 쿨리지 대통령직을 회의적으로 보고 있으며, 그의 행정부의 긍정적인 영향과 유산 측면에서 미국 최고 행정관 중 상대적으로 낮은 순위를 매긴다. 그의 개인적 청렴성에도 불구하고, 그는 시어도어 루스벨트와 우드로 윌슨의 대통령직이 대중에게 대통령의 위대함과 연관시키도록 이끌었던 포괄적인 비전이나 행동 프로그램을 제시하지 못했다.

## 내용주
1. ↑  쿨리지는 워런 G. 하딩 행정부에서 부통령을 지냈으며 1923년 8월 2일 하딩이 사망하자 대통령이 되었다. 1967년 미국 수정 헌법 제25조 수정안이 채택되기 전이었기 때문에 부통령직의 공석은 다음 선거와 취임식까지 채워지지 않았다.

## 참고 자료

### 학술 자료
- Adler, Selig. The Uncertain Giant, 1921–1941: American Foreign Policy Between the Wars (1965).
- Barry, John M. (1997). 《Rising Tide: The Great Mississippi Flood of 1927 and How It Changed America》. 사이먼 & 슈스터. ISBN 978-0684840024.
- Ciment, James. Encyclopedia of the Jazz Age: From the End of World War I to the Great Crash (2015). Excerpt
- Cohen, Warren I. Empire Without Tears: America’s Foreign Relations 1921–1933. (1987)
- Deloria, Vincent (1992). 《American Indian Policy in the Twentieth Century》. University of Oklahoma Press. ISBN 978-0806124247.
- Ellis, L. Ethan. Republican foreign policy, 1921–1933 (1968)
- Ellis, L. Ethan. Frank B. Kellogg and American Foreign Relations, 1925–1929 (1961).
- Ferrell, Robert H. (1998). 《The Presidency of Calvin Coolidge》. University Press of Kansas. ISBN 978-0700608928.
- Freeman, Jo (2002). 《A Room at a Time: How Women Entered Party Politics》. Rowman and Littlefield. ISBN 978-0847698059.
- Fuess, Claude M. (1940). 《Calvin Coolidge: The Man from Vermont》. Little, Brown.
- Graff, Henry F., ed. The Presidents: A Reference History (3rd ed. 2002)  online
- Greenberg, David (2006). 《Calvin Coolidge》. The American Presidents Series. 타임스 북스. ISBN 978-0805069570.
- Herring, George C. (2008). 《From Colony to Superpower; U.S. Foreign Relations Since 1776》. Oxford University Press. ISBN 978-0195078220.
- Hicks, John D. Republican Ascendancy: 1921–1933 (1960) Online, scholarly survey focused on politics.
- Leuchtenburg, William. The Perils of Prosperity, 1914–32 (1958) politics, econmomics & society; Online free to borrow
- Louria, Margot. Triumph and Downfall: America’s Pursuit of Peace and Prosperity, 1921–1933 (2001)
- McCoy, Donald R. (1967). 《Calvin Coolidge: The Quiet President》. Macmillan.
- Miller, Nathan (2003). 《New World Coming: The 1920s and the Making of Modern America》. Scribner. ISBN 0684852950.
- Murray, Robert K. The Politics of Normalcy: Governmental Theory and Practice in the Harding-Coolidge Era (1973).
- Palmer, Niall. The 20s in America: Politics and History (Edinburgh University Press, 2006)
- Rhodes, Benjamin D. United States Foreign Policy in the Interwar Period, 1918-1941: The Golden Age of American Diplomatic and Military Complacency (Greenwood, 2001). online
- Shlaes, Amity (2013). 《Coolidge》. New York: 하퍼콜린스. ISBN 978-0061967559.
- Sibley, Katherine A.S., ed. A Companion to Warren G. Harding, Calvin Coolidge, and Herbert Hoover (2014); 616pp; essays by scholars stressing historiography online
- Silver, Thomas B. Coolidge and the Historians (1982) 159 pages; favors Coolidge
- Sobel, Robert (1998). 《Coolidge: An American Enigma》. Regnery Publishing. ISBN 978-0895264107.
- White, William Allen (1938). 《A Puritan in Babylon: The Story of Calvin Coolidge》. Macmillan.

### 논문
- Bates, J. Leonard (1955). 《The Teapot Dome Scandal and the Election of 1924》. 《The American Historical Review》 60. 303–322쪽. doi:10.2307/1843188. JSTOR 1843188.
- Blair, John L. "Coolidge the Image-Maker: The President and the Press, 1923–1929." New England Quarterly (1973) #4: 499–522.  Online
- Buckley, Kerry W. (December 2003). 《'A President for the "Great Silent Majority': Bruce Barton's Construction of Calvin Coolidge》. 《The New England Quarterly》 76. 593–626쪽. doi:10.2307/1559844. JSTOR 1559844.
- Clemens, Cyril,  and Athern P. Daggett, "Coolidge's 'I Do Not Choose to Run': Granite or Putty?." New England Quarterly (1945) 19#2: 147–163. online
- Cornwell Jr, Elmer E. "Coolidge and presidential leadership." Public Opinion Quarterly 21.2 (1957): 265–278. Online
- Felzenberg, Alvin S. (Fall 1998). 《Calvin Coolidge and Race: His Record in Dealing with the Racial Tensions of the 1920s》. 《New England Journal of History》 55. 83–96쪽.
- Galston, Miriam (November 1995). 《Activism and Restraint: The Evolution of Harlan Fiske Stone's Judicial Philosophy》. 《70 Tulane Law Review 137+》.
- Keller, Robert R. (1982). 《Supply-Side Economic Policies during the Coolidge-Mellon Era》. 《Journal of Economic Issues》 16. 773–790쪽. doi:10.1080/00213624.1982.11504032. JSTOR 4225215.
- Leffler, Melvyn P. "American Policy Making and European Stability, 1921–1933." Pacific Historical Review 46.2 (1977): 207–228. online
- McKercher, Brian. "Reaching for the Brass Ring: The Recent Historiography of Interwar American Foreign Relations." Diplomatic History 15.4 (1991): 565–598. online
- Polsky, Andrew J.; Tkacheva, Olesya (2002). 《Legacies versus Politics: Herbert Hoover, Partisan Conflict, and the Symbolic Appeal of Associationalism in the 1920s》 (PDF). 《International Journal of Politics, Culture, and Society》 16. 207–235쪽. doi:10.1023/a:1020525029722. hdl:2027.42/43975. JSTOR 20020160. S2CID 142508983.
- Roberts, Jason. "The Biographical Legacy of Calvin Coolidge and the 1924 Presidential Election." in Sibley, ed., A Companion to Warren G. Harding, Calvin Coolidge, and Herbert Hoover (2014): 193–211.
- Rusnak, Robert J. (1983). 《Andrew W. Mellon: Reluctant Kingmaker》. 《Presidential Studies Quarterly》 13. 269–278쪽. JSTOR 27547924.
- Shideler, James H. (1950). 《The La Follette Progressive Party Campaign of 1924》. 《The Wisconsin Magazine of History》 33. 444–457쪽. JSTOR 4632172.
- Sobel, Robert. "Coolidge and American Business" (Calvin Coolidge Presidential Foundation, 1988) online
- Webster, Joel. "Coolidge against the world: Peace, prosperity, and foreign policy in the 1920s." (2017).(MA thesis, James madison U. 2017) online
- Williams, C. Fred (Spring 1996). 《William M. Jardine and the Foundations for Republican Farm Policy, 1925–1929》. 《Agricultural History》 70. 216–232쪽. JSTOR 3744534.
- Williams, William Appleman. "The Legend of Isolationism in the 1920s." Science & Society (1954): 1–20. Highly influential article from the Wisconsin school argues. US foreign policy was not isolationist, but was economically very involved with the world. Online
- Zieger, Robert H. (1965). 《Pinchot and Coolidge: The Politics of the 1923 Anthracite Crisis》. 《The Journal of American History》 52. 566–581쪽. doi:10.2307/1890848. JSTOR 1890848.

### 주요 출처
- Coolidge, Calvin (1919). 《Have Faith in Massachusetts: A Collection of Speeches and Messages》 2판. 호턴 미플린.
- Coolidge, Calvin (2004) [1926]. 《Foundations of the Republic: Speeches and Addresses》. University Press of the Pacific. ISBN 1410215989.
- Coolidge, Calvin (1929). 《The Autobiography of Calvin Coolidge》. Cosmopolitan Book Corp. ISBN 0944951031.
- Coolidge, Calvin (2001).  Peter Hannaford, 편집. 《The Quotable Calvin Coolidge: Sensible Words for a New Century》. Images From The Past, Incorporated. ISBN 978-1884592331.
- Coolidge, Calvin (1964).  Ferrell, 로버트 H. 페럴; Quint, 하워드 H., 편집. 《The Talkative President: The Off-the Record Press Conferences of Calvin Coolidge》. 매사추세츠 대학교 출판부. ISBN 082409705X. LCCN 78066526.